# 羅馬假期
《罗马假日》（英語：Roman Holiday）是1953年由派拉蒙公司拍摄的浪漫爱情片，由道爾頓·莊柏编剧，威廉·惠勒导演。故事讲述了一位欧洲某公国的公主与一个美国记者之间在意大利罗马一天之内发生的浪漫故事。罗马的特萊維噴泉、西班牙廣場、真理之口與台伯河等著名景点均有在影片中出现。
电影《罗马假日》再次将罗马这座古城与浪漫的爱情相连，电影中的许多取景地成为现在的旅游景点。
本片获得第26届奥斯卡最佳女主角奖（奥黛丽·赫本）、最佳故事（道爾頓·莊柏）、最佳黑白片服装设计奖（伊蒂丝·海德）。同时也获得了最佳影片奖、最佳导演奖、最佳男配角奖（艾迪·亞伯特）、最佳改编剧本奖、最佳黑白片艺术指导奖、最佳黑白片摄影奖及最佳剪辑奖的提名。该片是奥黛丽·赫本擔綱女主角的第一部电影，她还因此获得金球奖剧情类电影最佳女主角。
在1970年代，很多人建议拍摄公主与记者重逢的续集。然而，这个建议始终没有实现。原剧则在1987年被改编成电视电影。1999年被美国国会图书馆典藏。

## 剧情

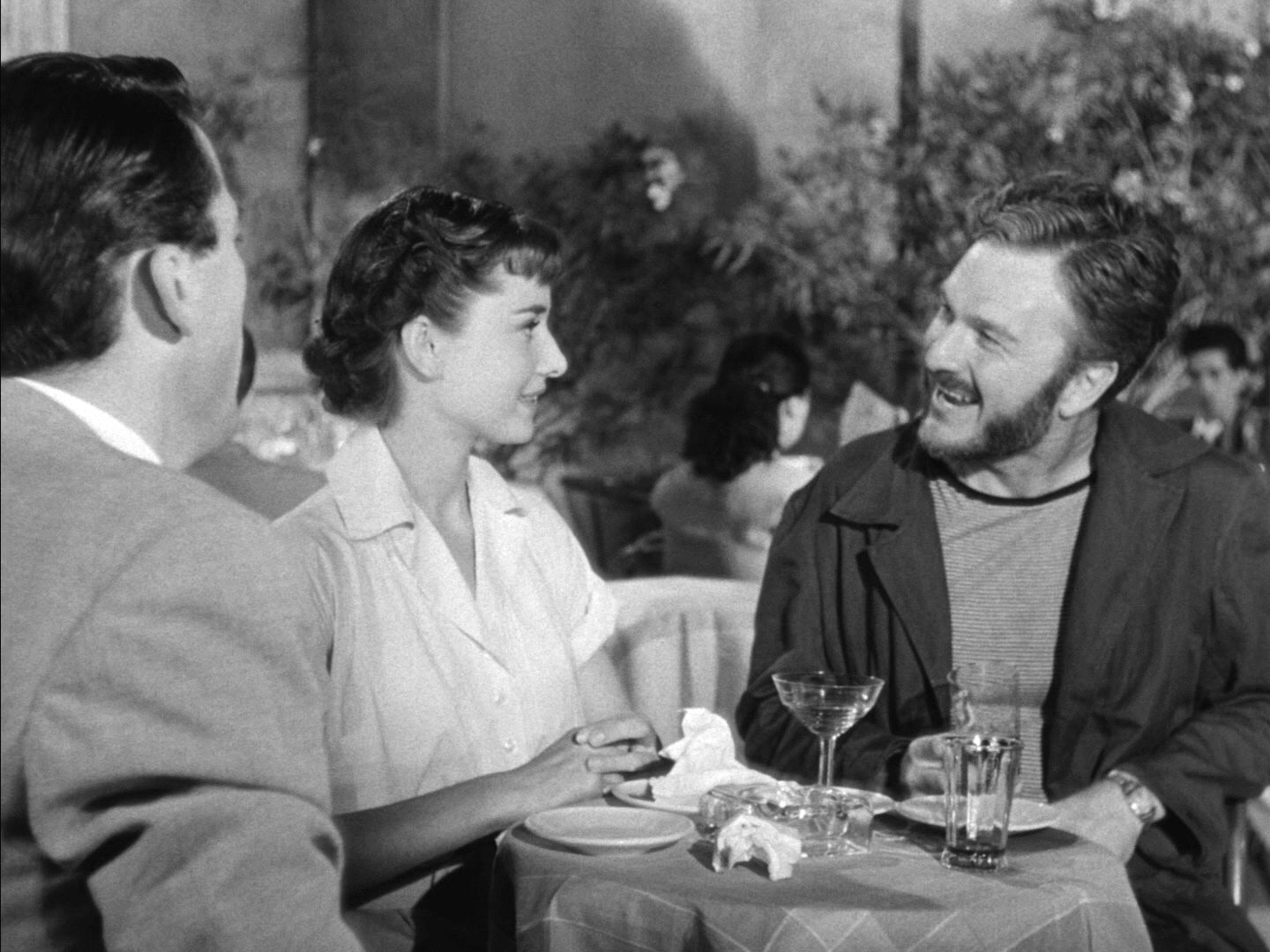
戲中三位主角

安（奥黛丽·赫本饰）是一位皇室公主（片中没有提及具体国家），她正对一些欧洲國家的首都进行公开访问，包括義大利的罗马。一天夜晚，她对隔日即将进行的大量公务活动难以承受而情绪失控，她的医生给她注射了一针镇静剂帮助睡眠，但她仍然悄悄地离开所在的大使馆，希望能体验到真正的罗马。
镇静剂在不久之後开始发挥效力，公主在路边的护栏台阶上睡着了，被一位美国记者乔伊·布莱德利（格里高利·派克饰）发现。由于双方并不相识，他给了她一些钱坐計程車回家，卻被睡意十足的「安雅·史密斯」（她本人如此自称）拒绝。出于安全考虑，乔伊决定让她在自己的公寓度过一晚。一开始，乔伊对她王室一般的举止感到非常好笑，但是当她占据了自己的床铺時，乔伊開始感到很不高兴——他並没有叫醒她，就直接把她移動到一把躺椅上。第二天早上，乔伊发现自己起晚了，慌忙之中便出门上班，無暇顧及公主。
当乔伊的主编韩纳西责问为什么迟到時，乔伊谎称自己去参加为公主召开的记者会。当乔伊煞有其事地编造所谓见面会的细节时，韩纳西告诉他根本就没有什么记者见面会，因为公主突然「生病」了，原来准备进行的见面会也告取消。乔伊看到了一张公主的照片，并认出了她就是昨晚自己遇到的安雅。為了避免斥責，乔伊便和韩纳西打赌说自己能夠写出一篇有关公主的独家報導。
意识到著名的公主正睡在自己房裡時，乔伊感到自己正在面对一笔飞来的横财。他小心地隐藏自己媒体记者的身份，主动提出带安雅在罗马参观。当乔伊遇到自己的朋友摄影师欧文·拉多维奇（艾迪·亞伯特饰）时，事情变得更加顺利，因为他的朋友对暗中拍摄的本领掌握得非常娴熟。不過，这时的安雅却不愿让乔伊陪同自己而選擇独自离开。
平时总有无尽的公务与访问，難得享受着这样自由的安雅，心血来潮地在一家理发店把头发剪短。乔伊悄悄跟着她，并且「意外地」再次遇到她。他们用了一天的时间在罗马周游，去了很多景点。在真理之口，他们看到了一个据说能够咬下说谎者手指的石雕。当乔伊把手拿出来时，他把手藏在了袖子里，看起来就像是被咬掉了。当安雅大声惊叫的时候，他却把手重新从袖子中拿出、開懷大笑。后来，安雅告诉乔伊自己一直以来的梦想，那就是做一个不需要承担公主责任的普通女孩。那天晚上，当两个人在一只小船上跳舞时，八名特工发现了公主，想强行将公主带走，混乱中的乔伊和安雅巧妙逃脱。在这短短的一天裡，两人逐渐坠入了爱河。可惜的是，安雅知道双方的关系不可能持续，她在极度痛苦中和乔伊道别，并且回到了大使馆。自始至终，她都没有主动说出自己真实的身份。
这几天发生的一系列事件，讓報社的主編韩纳西逐渐了解到公主并非大使馆声称的生病，而是失蹤。想到乔伊和他打的赌，他立刻怀疑乔伊知道公主在哪儿，并且试图让乔伊说出来，但是乔伊始终表示自己对此一无所知。考慮到乔伊对公主的感情，欧文最终勉强同意不会出售自己暗中拍摄的公主照片。
第二天，當安公主出现在推迟举行的记者会時，發現乔伊和欧文也在場，她感到非常惊讶。欧文用打火机造型的袖珍照相机拍了一张照片，而这正是他在前一天秘密拍摄公主照片的方法。欧文将这些照片当作小礼物送给公主，公主明白了她的秘密将會是永远的秘密，也會是永遠美好的回忆。當有记者提问：「公主殿下旅途中最欣赏哪一个城市？」时，在一串外交辞令后，公主终于流露出自己的真情說道：
|  | Rome, by all means, Rome. I will cherish my visit here in memory, as long as I live! （罗马，当然是罗马。我会一輩子珍惜在这座城市里度过的每一分钟！） |

记者会结束後，公主离开了大厅，只剩乔伊默默地站着，深沉地謹守著约定。

## 演員與角色

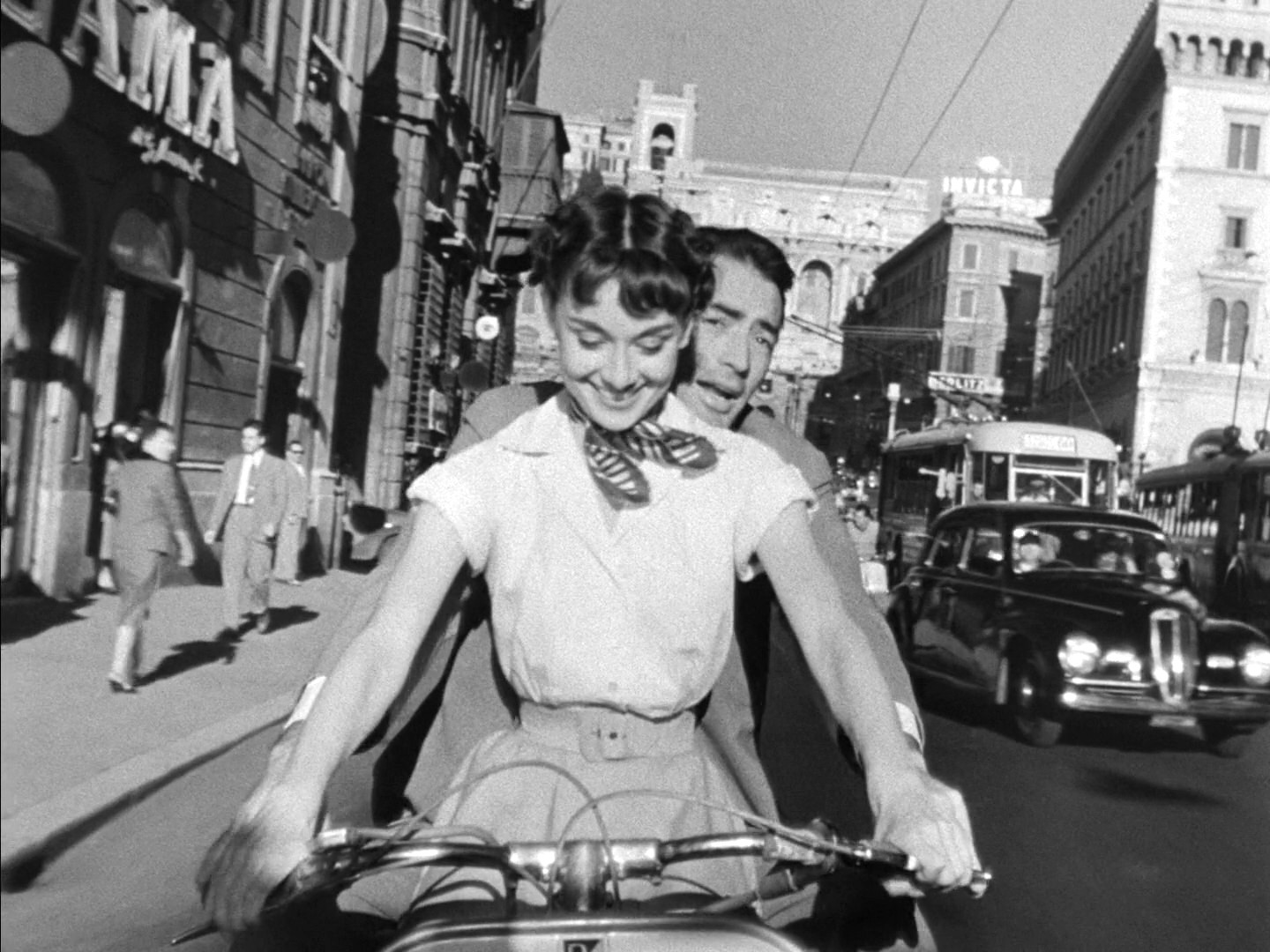
羅馬假期最著名的片段

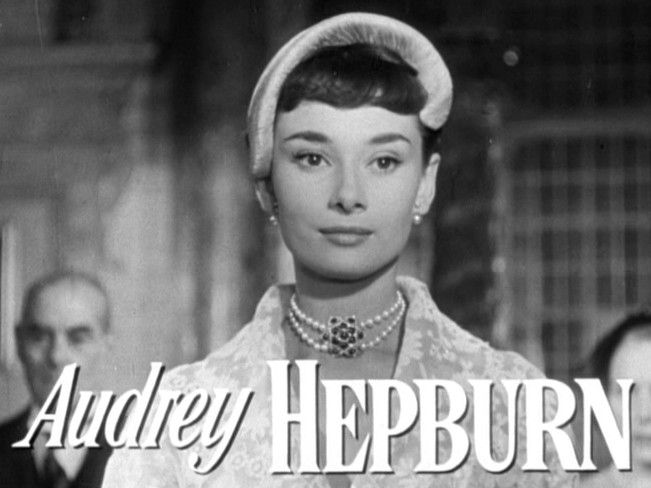
女主角字卡

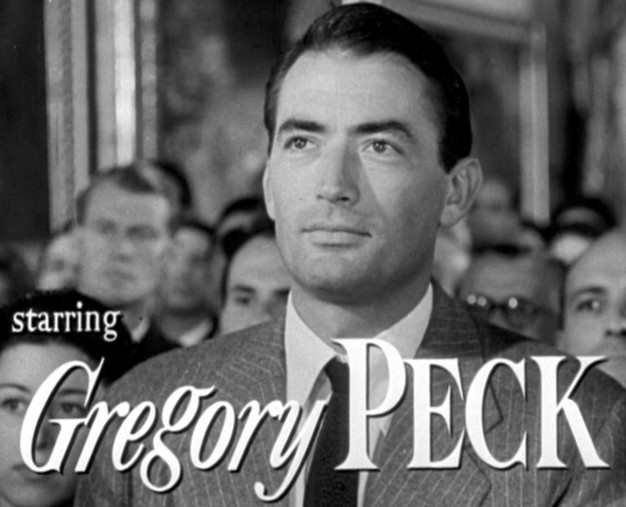
男主角字卡

- 格里高利·派克 - Joe Bradley 记者
- 奧黛麗·赫本 - Princess Ann 公主
- 艾迪·亞伯特（英语：Eddie Albert） - Irving Radovich 摄影师
- 哈特利·鮑爾（Hartley Power） - Hennessy 报社主编
- 哈柯特·威廉斯（Harcourt Williams） - 大使
- 瑪格麗特·羅林斯（Margaret Rawlings） - Countess Vereberg 侍女
- 杜立歐·卡米納提（Tullio Carminati） - General Provno
- 帕歐洛·卡里尼（Paolo Carlini） - Mario Delani
- 克勞迪歐·厄梅里（Claudio Ermelli） - Giovanni
- 寶拉·波伯尼（Paola Borboni） - the Charwoman
- 蘿拉·索拉利（Laura Solari） - Secretary

## 荣誉
获奖
- 奧斯卡最佳女主角
- 奥斯卡最佳黑白片服装设计
- 英国电影学院奖最佳英国女演员
- 金球奖剧情类电影最佳女主角
- 纽约影评人协会最佳女主角
- 美国编剧工会奖最佳美国喜剧片剧本

美国电影学会
- AFI百年百大爱情电影：第四位
- AFI十大类型十大佳片：浪漫喜剧片第四位

## 改编
1987年，这部电影被汤姆·康蒂和凯瑟琳·奥克森伯格重置（NBC电视电影）。1999年的英国电影《摘星奇緣》被称为“90年代伦敦版的《罗马假期》”。此外，由该电影改编的作品还包括1998年的一部日本电影和2012年的一部同名音乐剧。